# Five Nights at Freddy's 2
Five nights at freddy's 2 (FnaF2) er et indie horror Point and click videospil og efterfølger til det første spil Five Nights at Freddy's lavet af Scott Cawthon i Clickteam fusion 2.5, som blev udgivet på Steam og Desura 11. november 2014, den 15. november (Android), 20. november (IOS) og (Windows Phone) den 2. december.

## Spillet
Ligesom i det gamle spil er man en nattevagt (Jeremy Fitzgerald) der skal overvåge Freddy Fazbears pizza fra midnat til kl. 6. denne gang med 6 nye robotter ToyFreddy, ToyChica, Toybonnie, (Toyfoxy også kaldt The mangle), marionetdukken, og Balloon boy. De første navne til de nye figurer var Foxy 2.0, Bonnie 2.0, Freddy 2.0, og Chica 2.0(navnene var lavet af fans). De gamle robotter kan også findes i parts and service rummet på cam 8. Spillet foregår fra (cirka) 7. november 1987 til den 14. (Hvis man tæller nat 6 og 7 med). I forhold til sidste spil er der denne gang ingen døre, spilleren kan lukke; spilleren har en stor gang indtil spisesalene og to luftskakter. Denne gang har spillet 12 kameraer, og en Freddy Fazbear-maske til at beskytte sig, når robotterne kommer ind i spillerens kontor. Man har fx en lommelygte til at lyse ned ad gangen og lyse på det sted, man er på kameraerne. Nå spillet starter for første gang, starter det med en cutscene, hvor man er på scenen i det første spil, man styrer Freddys hoved fra højre til venstre, indtil der kommer en masse flimmer på skærmen, og man bliver sendt til menuen. Disse cutscenes kommer indimellem, når der er klaret en nat.

## Døds minispil
Spillende tager form som et Atari 2600-spil.
SAVE THEM!
Som spiller styrer man Freddy Fazbear ,hvor man skal bruge sine W, A , S , D-knapper (bevægelse). Man kan vælge at følge efter marionetdukken eller gå et andet sted hen, hvor spilleren kan blive dræbt af Golden Freddy.
Hvis man ankommer til et rum med marionetdukken, kan spillet pludselig slutte med flimrende skærm. I dette minispil kan spilleren også starte i forskellige rum.
Give Gifts, Give Life 
I dette spil spiller man som marionetdukken, oppe i toppen af skærmen står der "Give Gifts"(giv gaver). Man skal give gaver til hvad der kunne ligne de 4 døde børn man hørte fra i det første spil. Når alle gaverne er blevet givet ville spilleren starte tilbage i midten hvor der så står "Give Life" (giv liv). Denne gang. Når spilleren når hen til børnene kommer der Foxy, Chica, Freddy og Bonnie masker på dem, hvilket ender med at man bliver dræbt af Golden Freddy. Men i et split sekund kan man se et barn mere der hvor Golden Freddy kommer fra.
Take Cake To The Children
I dette minispil styrer man Freddy som skal give kage til 6 børn. Hver gang man giver dem kage bliver de grønne, hvis man efterlader dem for længe bliver de røde. I mellem tiden står der et barn uden for og græder indtil der kommer en bil som stopper foran barnet. Der står en lilla mand ud af bilen og dræber barnet. spillet ender med at man bliver dræbt af marionetdukken. Det får mange folk til at tro at det barn så er marionetdukken.
Foxy Minispil
Man spiller som Foxy der kommer ud af hans lille forhænget Pirate Cove og kommer indtil et rum med en masse børn og fejrer hans ankomst. Alle fem børn synes at være tilfredse men den nederste ser trist ud på grund af de sorte bjælker der er indimellem. Spilleren er derefter tilbage til det forhænget område og skal gentage dette to gange. På den tredje gennemspilning, står den lilla mand, der dræbte det grædende barn i Take Cake To The Children minispillet. Han kan ses stående i hjørnet af start rummet, smilende. Når Foxy nærmer børnene, synes de livløse. Det minispil slutter derefter med at du bliver dræbt af Foxy.

## Marionet figuren
Marionet figuren (The marionet eller The puppet) er meget unik og er også en ny robot i spillet. På cam 11 (Prize Corner) starter den i en musikboks, som man bliver tvunget til at trække op, hver gang der bliver vist et advarselstegn nede i højre hjørne. Hvis advarselstegnet bliver rødt og det stopper med at vise sig, spilles der et Jack in the Box lydspor i baggrunden indtil der bliver vist en animation af marionetdukken der laver et spring ind i ens ansigt.

## Balloon Boy
Balloon Boy (BB) starter på cam 10 (Game Area). BB kan kun ses i venstre luftskakt når han nærmer sig spillerens kontor. Man kan nogen gange høre hans stemme hvis han er tæt på, han kan fx sige "Hi" "Hello" eller grine. Hvis man ikke ser ud efter ham kan han komme ind i ens kontor og stå og grine af spilleren imens man ikke kan bruge lommelygten ned af gangen eller i luftskakterne. Han står der indtil man enten bliver dræbt af Foxy eller Marionetdukken.

## Golden Freddy
Golden Freddy optræder også i det andet spil. Han gør dog ikke så meget og man kan kun opdage ham på nat 6-7. I det første spil kan han komme frem hvis en plakat skifter til hans ansigt, i dette spil vil han sidde i en død position i spillerens kontor. Hvis man ikke når at tage sin maske på, vil golden freddys ansigt komme svævende ind i hovedet på spilleren og slutte spillet, hvor han i det første spil crasher spillet. Hvis man når at tage masken, på vil dragten forsvinde og blive til luft. Han kan også ses nede i gangen som et flyvende hoved i et splitsekund.

## Custom nat 7
Forskellen mellem 1'eren og 2'eren er at i 1'eren er der kun 20/4 eller 20/20/20/20 tilstand som var den sværeste nat i spillet og ville også give dig en tredje stjerne.
- I 2'eren har man også den originale 20/20/20/20 tilstand hvor Freddy Bonnie Foxy og Chica er de sværeste, når natten er ovre vil du få en extra stjerne tilføjet til menuen.
- New and Shiny er en tilstand med de nyere robotter ToyFreddy, ToyChica, Toybonnie, The mangle, og Baloon boy, når natten er færdig vinder man en Toybonnie figur som kan stå på spillerens kontor bord.
- Double Trouble er en tilstand hvor Bonnie, Foxy og ToyBonnie er de sværeste Toy/Bonnie er sat til 20 mens Foxy er sat til 5, når natten er ovre vinder man en bonnie bamse.
- Night of misfits er hvor The Mangle og Baloon Boy er sat til 20 og Golden Freddy til 10, efter natten er ovre vinder man en BB figur.
- Foxy Foxy er en nat hvor både The Mangle og Foxy er sat til 20, man vinder en Foxy bamse.
- Ladies Night er en nat hvor Chica, ToyChica og The Mangle er sat til 20, man vinder en Chica bamse.
- Freddy's Circus er en nat hvor Freddy, og ToyFreddy er sat til 20 og Foxy, Baloon Boy og Golden Freddy er sat til 10, man vinder en Freddy bamse.
- Cupcake Challenge er en nat hvor alle robotterne er sat til 5, man vil vinde en cupcake som også er den cupcake Chica holder.
- Fazbear Fever er en nat hvor alle robotterne er sat til 10. Man vil vinde en mikrofon.
- Golden Freddy tilstanden er den sværeste med alle robotter sat til 20, man vil vinde en Golden Freddy bamse.

## Udvikling
Første tegn på 2'eren kom frem på Scotts officielle webside 12. september 2014, hvor Scott sagde, at de gamle robotter kan være gået i forfald ligesom Foxy og er erstattet af nye. Men efter udgivelsen af det første teaser billede, dukkede der flere billeder op, der viste de nuværende Bonnie og Foxy sammen med de nyere modeller af samme tegn. Yderligere opdateringer fra Scotts hjemmeside viser, at en ny robot ville blive tilføjet til spillet. Marionet-figuren der optræder i Prize Corner.

## Andet
Den 6. december tilføjede Scott Cawthon et billede til hans hjemmeside der viste en sort skærm med hvid tekst hvor der står "offline". Andre mennesker har redigeret billederne hvor de kunne finde hemmelige beskeder. Først kunne man finde en besked nede i venstre hjørne hvor der stod "Until next time"(Indtil næste gang), they're watching us (de ser os), et kæmpe gult 3 tal i højre side, og den seneste: 30 years later, only one left (30 år senere, kun en tilbage) hvilket betyder at der nok kommer en 3'er.
Der har været diskussioner mellem fans om at det er en prequel eller en sequel. Spillet er en prequel i følge The Game Theorists fra YouTube som fandt ud af at det første spil fandt sted efter 2'eren altså i 1993 da det fx kan være at telefonmanden ikke bliver dræbt i det andet spil og at han snakkede på sjette nat om at de skulle holde en fødselsdag næste dag som fik mange folk til at tro at det er en prequel siden at man tror The Bite Of 87' skete den dag. Det kan også skyldes de udbetalinger spilleren fik i 1'eren og 2'eren.
Man har også fundet ud af at der eksistere en nat 8. Hvis man har vundet hele spillet (nat 1-7) kan man dreje musen op og ned på natte udvalget og hvis man er heldig kan man stoppe på nat 8, nogle få youtubere har klaret nat 8, men efter klokke skiftet er færdig ville spillet efterlade en der indtil man slukker for spillet. Natten er ligesom nat 6 bare meget svære.
Den 2. januar 2015 udgav Scott et nyt teaser billede til hans hjemmeside, der kunne fortælle at der kommer en 3'er.
Den 2. marts 2015 udgav Scott Five Nights at Freddy's 3